# Al-Lukkam
Al-Lukkam o al-Lukam, "Muntanya Negra", del siríac ukhama, que significa "negre", són unes muntanyes del nord de Síria esmentades pels geògrafs àrabs a l'edat mitjana i que formaven el límit entre territori romà d'Orient i musulmà. Corresponen a les muntanyes Amanos/Amanus (a les inscripcions cuneïformes Khamanu) i almenys en part a les turques Alma Daghi (turc modern Elma Dağı), ramificació de les muntanyes del Taure, situades a la província d'Uşak, si bé modernament no tenen un nom comú.
Als mapes otomans la part nord s'esmenten com a Gawr o Djawur Dagh (Muntanyes dels Infidels). En aquests mapes Alma Daghi designa les muntanyes al nord de Baylan; altres noms són Sur Dagh, Adje Dagh i Göidje Dagh designen diverses branques entre Maraix i Islahiyye. A vegades la part nord apareix com a Gawr Dagh i la part sud com a Akma Dagh.